# Wanessa
Wanessa Camargo (* 28. Dezember 1982 in Goiânia, Goiás), eigentlich Wanessa Godói Camargo Buaiz, ist eine brasilianische Popsängerin, Tänzerin, Model und Songwriterin.

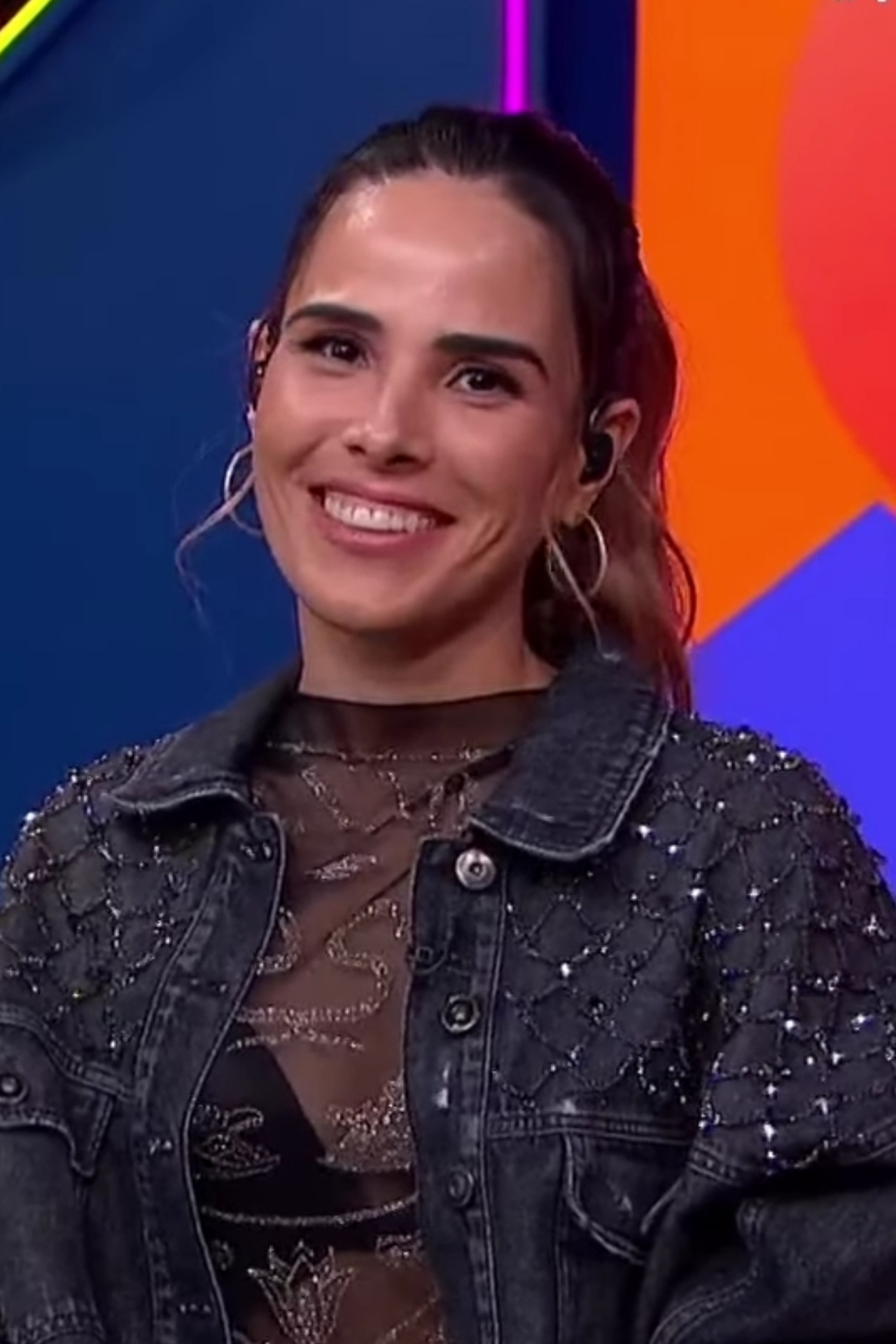
Wanessa Camargo (2023)

## Leben
Ihre frühe Kindheit verbrachte Wanessa Camargo in Armut und lebte in einer Holzhütte im brasilianischen Bundesstaat Goiás. Im Alter von neun Jahren zog die Familie nach São Paulo, wo die Karriere ihres Vaters begann. Wanessa Camargo ist die Tochter des Country- und Sertanejosängers Zezé Di Camargo vom Duo Zezé Di Camargo & Luciano. Ihre Tante Luciele di Camargo ist eine Schauspielerin und ihr Onkel der Country-Sänger Luciano Camargo. 1998 wurde ihr Onkel Welington Camargo entführt und ihre Schule überfallen. Dies veranlasste ihre Familie, für einige Zeit in Florida, USA zu leben. Wanessa ging dort zur Schule und hatte Gesangsunterricht. Im Jahr 2000 unterzeichnete sie einen Plattenvertrag bei Sony Music und begann ihre musikalische Karriere. Mit den Songs O Amor Não Deixa und Apaixonada Por Você erreichte sie die Hot 100 Brasil. Eu Quero Ser o Seu Amor und Tanta Saudade wurden 2001 ebenfalls Hits und verkauften sich über 350.000 Mal. Auf ihrem Album W brachte sie neue Elemente des Pop und Dance-Pop in ihre Musik ein.

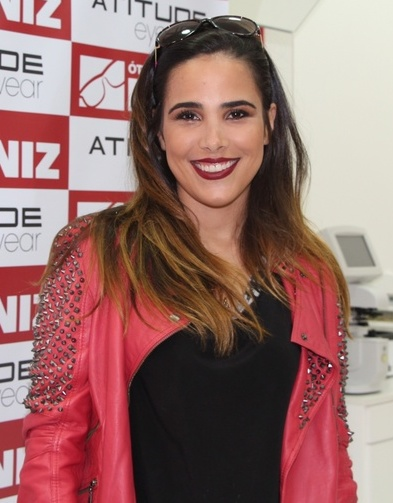
Wanessa Camargo (2015)

Nach Heirat mit dem Geschäftsmann Marcus Buaiz nahm sie 2007 in Nashville, USA das Album Total auf. Bekannt wurde der Song Não Tô Pronta Pra Perdoar (portugiesisch: „Ich bin noch nicht bereit, um zu verzeihen“), der eine Coverversion des Songs Not Ready To Make Nice der Gruppe Dixie Chicks ist. Im gleichen Jahr legte sie den Familiennamen Camargo als Künstlernamen ab, um aus dem Schatten ihres Vaters herauszutreten. 2008 nahm sie in Miami zusammen mit der mexikanischen Gruppe Camila Abrázame (spanisch: „Umarme mich“') auf. 2009 folgte Meu Momento, welches ein Duett mit dem Rapper Ja Rule enthält. Ihr Album DNA aus dem Jahr 2011 ist komplett auf Englisch gesungen.

## Weiteres Engagement
Wanessa Camargo ist Markenbotschafterin des US-Kosmetikkonzerns Maybelline und hat ein eigenes Modelabel für Puppen, Schuhe und Make-up. Sie ist außerdem in der NGO SOS Mata Atlântica engagiert, welche sich für den Erhalt des atlantischen Regenwaldes in Brasilien einsetzt. Außerdem nahm sie aktiv an zahlreichen Kampagnen gegen die Verschmutzung des Rio Tietê in São Paulo teil. 2007 erhielt sie von einem brasilianischen TV-Sender einen Preis für ihr soziales Engagement.

## Preise und Auszeichnungen
Wanessa Camargo erhielt für ihre künstlerischen Leistungen und ihr soziales Engagement bislang folgende Preise und Auszeichnungen:
- Best New Artist (2001) Prêmio Multishow de Música Brasileira
- Pro-Social Award (2007) Meus Prêmios Nick (Brazil’s Kids Choice Award)
- Personality of the Year Title (2007) Centro de Integração Cultural e Empresarial de São Paulo (Cisesp)
- Best Celebrity Blog, Audience Choice (2008) Prêmio iBest
- Best Young Female Singer (2008) Prêmio Jovem Brasileiro
- Best Young Female Singer (2009) Prêmio Jovem Brasileiro
- Best Young Female Singer (2010) Prêmio Jovem Brasileiro
- Best Young Music Video – Não Me Leve A Mal (Let Me Live) (2010) Prêmio Jovem Brasileiro
- Best Female Singer, Audience Choice (2010) Troféu Imprensa
- Special MZOTV Award, 10 Jahre musikalische Karriere (2009) Troféu Mzotv Multimídia de Música
- National Artist of the Year, Nr. 3 (2011), Troféu Top TVZ
- Diploma of Merit (2011), Ordem dos Músicos do Brasil

## Diskografie
- Wanessa Camargo (2000)
- Wanessa Camargo (2001)
- Wanessa Camargo (2002)
- Transparente – Ao Vivo (2004)
- W (2005)
- Total (2007)
- Meu Momento (2009)
- DNA (2011)
- 33 (2016)

## Tourneen
- „Turnê Apaixonada“ (2001)
- „Wanessa Camargo Tour“ (2002)
- „Transparente in Tour“ (2004)
- „W In Tour … Era Uma Vez“ (2006)
- „Turnê Pai e Filha“ (2007)
- „Turnê Total“ (2008)
- „Turnê do Meu Momento“ (2009)
- „Turnê Balada“ (2010)
- „DNA Tour“ (2011)